# Stade Romeo-Neri
Le stade Romeo-Neri (en italien : Stadio Romeo Neri), auparavant connu sous le nom de stade del Littorio (en italien : Stadio del Littorio) ou encore de stade communal de Rimini (en italien : Stadio Comunale di Rimini), est un stade omnisports italien (servant principalement pour le football) situé dans la ville de Rimini, en Émilie-Romagne.
Le stade, doté de 9 768 places et inauguré en 1934, sert d'enceinte à domicile à l'équipe de football du Rimini Football Club.
Il porte le nom de Romeo Neri, gymnaste et premier athlète originaire de la ville à avoir participé aux Jeux olympiques (à Amsterdam en 1928 et à Los Angeles en 1932).

## Histoire
La zone actuelle du stade était au départ un domaine appelé Prato della Sartona, nom dérivé de la comtesse Teresa Sartoni, propriétaire du terrain depuis 1812. Avec la mort de la noble, un ordre religieux ayant créé l'orphelinat Pio Felice hérite du terrain. Sur ce terrain au bord de l'herbe se dressait le nouvel hippodrome Flaminio, inauguré en 1911 pour remplacer l'ancien hippodrome de San Gaudenzo.
La décision de construire une installation sportive à la place de l'hippodrome est prise en 1932. Les travaux du stade débutent en 1933 (avec un projet de l'ingénieur Virginio Stramigioli) pour s'achever un an plus tard. Le stade, à l'époque de 4 000 places, est alors inauguré sous le nom de Stadio del Littorio.
Le 2 juin 1934, le stade accueille l'arrivée du Tour d'Italie de cyclisme.
À la fin de la Seconde Guerre mondiale, le stade change de nom pour devenir un stade communal, avant d'ensuite prendre le nom de Romeo Neri après la mort du sportif riminien.
Avant la construction du stade des Pirates (en italien : Stadio dei Pirati) en 1973, l'équipe de baseball du Rimini Baseball Club évoluait au stade Romeo Neri lors de ses matchs à domicile.
Il est rénové une première fois en 1976, puis une seconde fois plus récemment en 2005.
Entre l'été et l'automne 2015, l'ancienne surface en gazon naturel est remplacée par une nouvelle en gazon synthétique.
En septembre 2020 a lieu au stade un match international entre Saint-Marin et le Liechtenstein (victoire 2-0 des liechtensteinois) pendant la pandémie de Covid-19, l'équipe liechtensteinoise n'ayant pas été autorisée à entrer sur le territoire san-marinais (Saint-Marin figurant sur une liste de pays avec une période de quarantaine de retour).

## Événements
- 1984, 1987 et 1990 : finale du Superbowl italien (football américain)
- 22 juillet 1990 : finale de l'Eurobowl (Manchester Spartans (34-22) Frogs de Legnano)

### Matchs internationaux de football
| Date             | Compétition                           | Équipes                              | Score         | Affluence |
| ---------------- | ------------------------------------- | ------------------------------------ | ------------- | --------- |
| 30 juin 1993     | Championnat d'Europe féminin 1993     | Italie féminine — Allemagne féminine | 1-1 (4-3 tab) | 3 000     |
| 8 septembre 2020 | Ligue des nations de l'UEFA 2020-2021 | Saint-Marin — Liechtenstein          | 0-2           | 50        |